# Sidymella sigillata
Sidymella sigillata là một loài nhện trong họ Thomisidae.
Loài này thuộc chi Sidymella. Sidymella sigillata được Cândido Firmino de Mello-Leitão miêu tả năm 1941.